# Laguna de Boada
La Laguna de Boada es un humedal situado en el término municipal de Boada de Campos, en la provincia de Palencia, España. De carácter estepario, con semejanzas con la Laguna de la Nava situada 10 kilómetros al noreste, se encuentra ubicada en una hondonada endorreica (denominada cubeta o vaso lagunar) que condiciona sus características halófilas. Fue recuperada en 1998 hasta alcanzar progresivamente las 60 hectáreas de extensión. Está incluida dentro de las 39 000 hectáreas de la Zona de Especial Protección para las Aves (ZEPA) La Nava-Campos Sur (código ES0000216).

## Recuperación y características actuales
La Laguna de Boada fue desecada en la década de 1970 durante el proceso de concentración parcelaria con el fin de aumentar la superficie agrícola de Tierra de Campos. Antes de su desecación, la laguna abarcaba aproximadamente 100 hectáreas. A finales de la década de los 90, el ayuntamiento de Boada de Campos, propietario de buena parte de los terrenos, firmó un acuerdo con la Fundación Global Nature para el arrendamiento de los mismos de cara a la restauración de la laguna. En 1998, mediante el trasvase de agua procedente del Canal de Castilla a través de un arroyo, se consiguió recuperar el humedal.
Sin ningún tipo de desagüe natural, la pequeña depresión endorreica en donde se encuentra el humedal se alimenta de las precipitaciones circundantes y trasvases puntuales que se puedan acometer. La superficie máxima de la laguna, que se registra en invierno-primavera, puede alcanzar las 65 hectáreas y una profundidad media de 40 centímetros.

## Biodiversidad
La laguna de Boada es, junto a la Laguna de la Nava y las Lagunas de Villafáfila (en la provincia de Zamora), un importante punto de invernada para varias especies de aves acuáticas en el interior peninsular. Destacan en número durante el invierno el ánsar común (Anser anser), con 10.000 - 12.000 ejemplares; ánade real (Anas platyrhynchos), cerceta común (Anas crecca) y pato cuchara (Anas clypeata). En época estival predominan las avefrías (Vanellus vanellus), cigüeñuelas (Himantopus himantopus), archibebes (Tringa totanus) y la focha común (Fulica atra). Los meses comprendidos entre noviembre y julio son los más idóneos para la observación de la avifauna.
Además de estas especies, que durante algunos meses se pueden contar por miles de ejemplares, son de interés especial la presencia de algunas especies de aves poco frecuentes en la península ibérica. El ánsar piquicorto (Anser brachyrhynchus) y el ánsar nival Anser caerulescens son algunos ejemplos. Además, en toda la ZEPA La Nava-Campos Sur existe un proyecto específico para la conservación del carricerín cejudo (Acrocephalus paludicola), especie bajo la catalogación de "globalmente amenazada".